# La Esperanza, Tapachula
La Esperanza är en ort i Mexiko.   Den ligger i kommunen Tapachula och delstaten Chiapas, i den sydöstra delen av landet, 900 km sydost om huvudstaden Mexico City. La Esperanza ligger 36 meter över havet och antalet invånare är 423.
Terrängen runt La Esperanza är platt. Runt La Esperanza är det tätbefolkat, med 343 invånare per kvadratkilometer. Närmaste större samhälle är Tapachula, 13,8 km nordost om La Esperanza. Trakten runt La Esperanza består till största delen av jordbruksmark.